# Дивні нові світи (Зоряний шлях)
Дивні нові світи (Strange New Worlds) — перша серія першого сезону американського телевізійного серіалу «Зоряний шлях: Дивні нові світи». Сценарій епізоду написав Аківа Голдсман; режисували він і Алекс Курцман та Дженні Люмет. Перший показ епізоду відбувся 5 травня 2022 року.

## Зміст
У 23-му столітті адмірал Зоряного флоту Роберт Ейпріл відкликає капітана Крістофера Пайка з корабля «USS Enterprise» із відпустки після того, як перший офіцер Уна Чін-Райлі (Номер Один) пропала безвісти під час місії першого контакту. Коли «Ентерпрайз» у Спейсдоку ремонтують і переобладнують, екіпаж розходиться. Спок на Вулкані, святкуючи офіційні заручини зі своєю нареченою Т'Прінг, а капітан Пайк ховається в Монтані і сумує, не впевнений, чи хоче він повернутися в крісло капітана. У нього немає вибору: адмірал Роберт Ейпріл вистежує його та наказує повернутися. Його Номер Один пропала безвісти під час місії першого контакту, яка не вдалася.
Пайк летить на борт «Ентерпрайза» та зустрічається зі своїм постійним персоналом: Спок як науковий офіцер, лейтенант Еріка Ортегас як головний пілот, доктор М'Бенга в лікарні з медсестрою Крістін Чапель, кадетка Нійота Угура на зв'язку, а лейтенант Ла'ан Нуньєн-Сінгх — начальник служби безпеки та виконуюча обов'язки Номер Один. Лейтенанта Кірка, якого спеціально просив Пайк, затримали на тиждень, як і нового головного інженера. Під час подорожі до планети, де зникла Номер Один, Кайлі-279, Пайк і Спок контактують один одного: Спока все ще переслідує втрата прийомної сестри (Майкл Бернем з «USS Discovery»). Пайк мучиться із видіннями, які він бачив, коли був капітаном «Discovery» рік тому, у якому він дізнався про свою долю. Пайк починає сумніватися, чого капітан не може собі дозволити. Він не бажає повертатися в космос і зізнається науковому офіцеру-вулканцю Споку, який щойно заручився з Т'Прінг, що бачив видіння свого паралічу під час їхньої місії з «USS Discovery».
Вони подорожують на планету Кайлі-279, яка перебуває в стані, схожому на Землю 21 століття, і є на межі громадянської війни. Місцеві жителі сконструювали зброю з варп-приводів зоряного корабля після того, як стали свідками місії «Discovery» у ближньому космосі. «Ентерпрайз» прибуває на «Кайлі 279» і знаходить «USS Archer», зореліт класу «Гермес», яким командувала Номер Один. Він абсолютно порожній: на борту було лише троє людей, і всі вони променіли вниз. Ці три знаки життя все ще на планеті разом із сигнатурою деформації. Лейтенант Сінгх рекомендує підняти щити, про що Спок обговорює правильність процедури першого контакту — миттєво встановлюючи, що Спок приніс із собою решту динаміки Power Trio з оригінальної серії. Пайк розігрує передчуття лейтенанта Сінгха, захищаючи корабель від кількох незначних ушкоджень, але абсолютно неспровокованих торпед. Потім датчики Спока виявляють, що люди внизу створили не варп-привід матерія-антиматерія, а варп-бомбу.
Медсестра Чапель, генетик, проводить Пайку, Споку та Сінгх лікування генною терапією, що дозволить їм вважатися місцевими. Вони помічають, що технологічні рівні Kiley-279 приблизно такі ж, як у 21-му столітті Землі — вони все ще використовують портативну кінетичну зброю з хімічною вибухівкою, і що вони ніяк не могли виявити варп-двигун самостійно. Троє пробираються до урядової будівлі, де утримують варп-бомбу, а також Номер Один і двох членів її команди.
Номер Один, коли їй нагадують, що вона порушує застереження про невтручання інопланетян, відоме як «Загальний наказ 1», пояснює, що вже занадто пізно: Кайлі-279 достатньо близько, щоб Кіліани змогли підібрати сигнатури деформації з близько 50 кораблів Клінгонів, Баул і Федерації, які з'явилися, щоб битися в останній битві проти Контролю. Номер Один оголошує, що місію завершено, і, як визначено Загальним наказом 1, Зоряний флот має відійти. Але Пайк вирішує порушити правила. Він відправляє інших чотирьох назад на «Ентерпрайз» і залишається зі Споком, маскування якого закінчилося, і тепер він цілком помітно є вулканцем. Щоб здатися кіліанцям із покірною посмішкою — аби їх відвели до лідера.
Президент Кайлі не зацікавлений у переговорах з опором, який створював проблеми протягом століть. Пайк нагадує їй: «Коли слони б'ються, страждає трава», але президентка не шукає банальності; вона хоче велику силу. Пайк вирішує цю дилему, наказуючи «Ентерпрайзу» в атмосфері планети зависнути над столицею, щоб усі бачили, допомагаючи їй зрозуміти, наскільки перевершили Кіліанців. Це змушує Президента та Лідера повстанців сісти за стіл переговорів, об'єднавшись проти незрівнянної загрози інопланетного впливу. Але вони не перестають сперечатися, доки Пайк не з'явиться і не покаже їм щось. Він зображує Землю такою, якою вона була на початку 21 століття: приблизно такою, якою є Кайлі зараз. Далі показано, як чвари на Землі призвели до серії конфліктів, які перетворилися на один глобальний: «Друга американська громадянська війна», «Євгенічні війни» і, зрештою, «третя світова війна», яка ледь не підштовхнула планету до межі вимирання. Він спирається на власний досвід: бо знає, якою буде його доля, так само, як Кіліанці дивляться своїй у вічі. Але він вірить, що найбільший подарунок у житті — це те, що ми можемо змінити долю. Він пропонує приєднатися до Федерації планет і досягти зірок.
Пайк і його команда рятують Номер Один з полону та порушують Загальний наказ № 1 Зоряного флоту, втручаючись у життя суспільства, щоб переконати їх не використовувати зброю. Вони уникають наслідків через надсекретний характер місії «Discovery», але Зоряний Флот посилює це правило, перейменовуючи його на Головну Директиву. Пайк знову виконує наказ; стає капітаном і очолює «Ентерпрайз» у новій п'ятирічній дослідницькій місії. Адмірал Ейпріл розповідає, що йому вдалося вберегти Пайка від того, щоб його звільнили зі служби через зловживання лазівками. Оскільки все, що стосується Контролю, є секретною інформацією, включно з битвою проти нього, Зоряний флот не може визнати, як кіліанці дізналися про варп-привід. І тому не може переслідувати Пайка за місію, «яка ніколи не відбулася». Він запитує Пайка, чи хоче той залишитися в кріслі капітана, і Пайк погоджується. Потім він розмовляє з лейтенантом Сінгх про її темне й неспокійне минуле: вона пережила злигодні із Горнами, у результаті якого її сім'ю взяли в полон і вбили одного за одною. А вона була єдиною, хто вижив. Пайк пропонує місце на «Ентерпрайзі», і вона погоджується. Нарешті капітан повертається на містлк, де нарешті прибув лейтенант Джордж Семюел Кірк, щоб приєднатися до наукової команди. Укомплектований таким чином, Пайк наказує кораблю відправитися у космос:
Сміливо йдемо туди, де ще не ступала нога людини

## Сприйняття та відгуки
На сайті «Rotten Tomatoes» епізод отримав 100 % підтримки на основі відгуків 8 критиків.
В огляді «StarTrek.com» зазначалося: «„Star Trek: Strange New Worlds“ нарешті прийшов, і ми готові сміливо рушати! Після появи капітана Крістофера Пайка (Енсон Маунт), Спока (Ітан Пек) і Уни „Номер один“ Чін-Райлі (Ребекка Ромейн) у другому сезоні „Star Trek: Discovery“ шанувальники „Trek“ вимагали побачити більше ранніх фільмів. подвиги екіпажу „USS Enterprise“. Їх захоплення досягло могутніх, що призвело до одного з найочікуваніших нових шоу 2022 року»
В огляді «Den of Geek» серію оцінено у 5 зірок з 5 та зазначено: «Наші розваги стають усе більш похмурими, часто сповнені різких антигероїв, невтішних теорій змови, похмурих монстрів і небезпечних технологій. Навіть „Зоряний шлях“ занурився в більш темні оповідні води, і „Зоряний шлях: Пікар“ й „Зоряний шлях: Дискавері“ часто борються з набагато складнішими темами та нігілістичними історіями, ніж будь-який з їхніх попередників (із різним ступенем успіху). У світлі всього цього, хіба це неймовірно наївно все ще вірити в бачення Джина Родденберрі майбутнього, де людство перемогло свої найгірші пориви в ім'я того, щоб стати найкращим собою? Щоб ми могли одного дня справді сміливо йти разом у краще, досконаліше майбутнє? Або, враховуючи все, що відбувається навколо нас, чи його рішуче послання надії та віри в краще завтра є більш необхідним, ніж будь-коли?»
«TV Tropes» здійснює детальний розбір аналогій, неспівпадінь та недоречностей епізоду.
В огляді «TrekMovie.com» зазначено: «„Дивні нові світи“ робить саме те, що ви хочете від хорошої прем'єри серіалу: дає вам уявлення про те, про що йдеться у шоу з точки зору стилю, тону та структури, а також про те, хто головні герої та що мотивує їх. Ця нова версія виправдовує обіцянку повернутися до класичного оповідання за допомогою сучасного оновлення, яке в даному випадку виходить за рамки більшого бюджету та модніших технологій. Ми можемо отримати уявлення про те, як це шоу буде керуватися персонажами та як їхні історії будуть пов'язані з планетою тижня.»
На сайті «IMDb» станом на квітень 2024 року епізод отримав 8.1 з 10 зірок схвалення при 6623 голосах.

## Знімались
| Актор             | Роль               |
| ----------------- | ------------------ |
| Енсон Маунт       | Крістофер Пайк     |
| Ітан Пек          | Спок               |
| Джесс Буш         | Кристина Чапель    |
| Крістіна Чонг     | Лаан Нуньєн Сінгх  |
| Селія Роуз Гудінг | Нійота Ухура       |
| Мелісса Навія     | Еріка Ортегас      |
| Бабс Олусанмокун  | Доктор М'Бенга     |
| Брюс Горак        | Геммер             |
| Ребекка Ромейн    | Номер Один         |
| Едріан Голмс      | Роберт Ейпріл      |
| Ден Жаннот        | Джордж Семюел Кірк |
| Гія Сандху        | Т'Прінг            |
| Мелані Скрофано   | Батель             |
| Саманта Сміт      | Елдред             |
| Карла Беннетт     | Паліон помічниця   |
| Джон Блейр        | Кілі Гард          |
| Аітер Боу-Ганнам  | Паліон лідер       |
| Маріенн Кастро    | пілотка шатла      |